# 스톤 개랫
그레고리 스톤 개럿(Gregory Stone Garrett, 1995년 11월 22일 ~ )은 미국의 야구 선수이자, 전 KBO 리그 키움 히어로즈의 외야수이다.

## 미국 프로야구 시절
2014년에 마이애미 말린스에 입단하였다.

## 한국 프로야구 시절
2025년 6월 5일에 루벤 카디네스 부상으로 인해 임시 외국인 야수로 영입되었다.